# Melanonotus atratus
Melanonotus atratus är en insektsart som beskrevs av Max Beier 1960. Melanonotus atratus ingår i släktet Melanonotus och familjen vårtbitare. Inga underarter finns listade i Catalogue of Life.